# Michel Germain
Michel Germain (Péronne, 28 de agosto de 1645 - Saint-Germain-des-Prés, 23 de enero de 1694) fue un religioso benedictino y escritor francés.

## Vida
Profeso a los dieciocho años en la abadía de Saint-Remi de Reims perteneciente a la Congregación de San Mauro de la Orden de San Benito, y aventajado en el estudio de la Historia, Genealogía y Heráldica, sus superiores eclesiásticos dispusieron su traslado a la abadía de Saint-Germain-des-Prés de París para que asistiera a su correligionario Jean Mabillon en la redacción de sus obras.

## Obra
Dejó publicadas las siguientes obras: 
- Histoire de l'abbaye royale de N.D. de Soissons, de l'ordre de Saint-Benoit, divisé en quatre livres, (París, 1675), historia de la abadía de Notre Dame de Soissons;
- Monasticon Gallicanum (supuestamente impresa en 1687 y desaparecida, fue reeditada en 1871), colección de vistas topográficas de gran parte de los monasterios de la congregación;
- Museum Italicum, tomo I, y tomo II, (París, 1724), en coautoría con Mabillon, recuento del viaje que ambos hicieron juntos a Italia;
- También se le reconoce una participación importante en la elaboración de las Acta Sanctorum ordinis Sancti Benedicti y del libro IV de De re diplomatica de Mabillon.

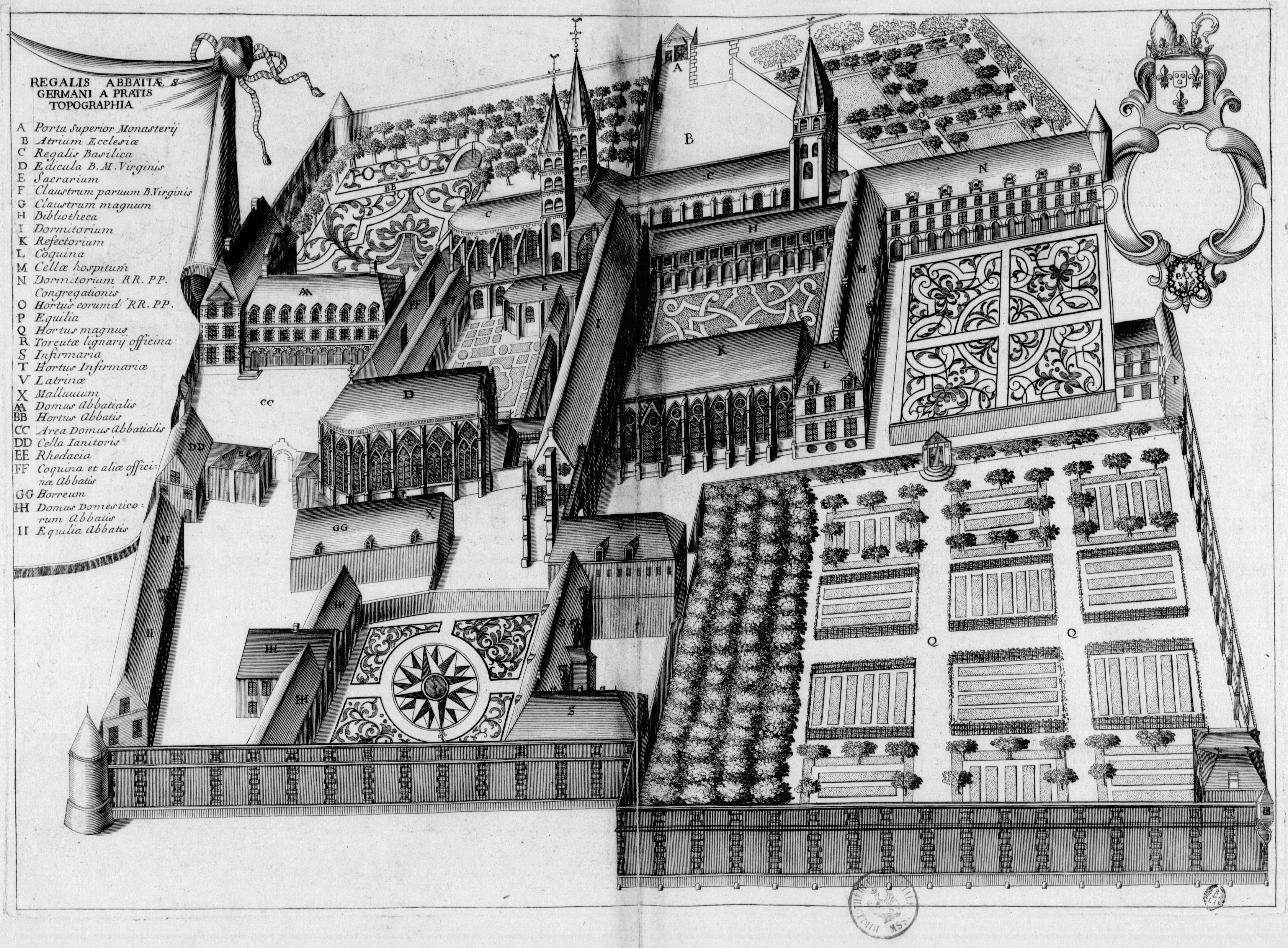
Vista de la abadía de Saint Germain, en Monasticon Gallicanum.